# Лемонте, Пьер-Эдуар
Пьер Эдуар Лемонте (англ. Pierre-Édouard Lémontey; 14 января 1762, Лион — 26 июня1826, Париж) — французский писатель, член Законодательного собрания и французской академии.
Написал: «Etablissement monarchique de Louis XIV» (1818), «Etude sur Paul et Virginie» (1823), «Histoire de la Régence» (1832) и др. Его «Œuvres» вышли в 1829—1831 гг.